# Хепи Гилмор
Хепи Гилмор (енгл. Happy Gilmore) амерички је спортски филм из 1996. у режији Дениса Дугана. Насловну улогу у филму тумачи Адам Сандлер.
Приказиван је у биоскопима од 16. фебруара 1996. Добио је помешане рецензије критичара. Остварио је комерцијални успех зарадивши више од 40 милиона долара широм света, у односу на буџет од 12 милиона долара. Временом је стекао статус култног филма, нарочито међу голферима. Наставак, Хепи Гилмор 2, приказан је 2025.

## Радња
Хепи Гилмор је раздражљиви момак чији се снови о томе да ће постати хокејашка звезда не остварују. Али кад открије да може да пошаље лоптицу за голф стотинама метара далеко, придружује се професионалним играчима како би освојио новчану награду и спасио кућу своје вољене баке коју пореска управа жели да заплени. Невоља је у томе што Хепи није толико срећан. Често плане на терену за голф, али пензионисани голфер Чабс и осећајна новинарка Вирџинија помажу му да усаврши своју игру и доведе у ред своје свађалачко понашање.

## Улоге
| Глумац              | Улога          |
| ------------------- | -------------- |
| Адам Сандлер        | Хепи Гилмор    |
| Кристофер Макдоналд | Шутер Макгавин |
| Џули Боуен          | Вирџинија      |
| Франсес Беј         | Бака Гилмор    |
| Карл Ведерс         | Чабс           |
| Ален Каверт         | Ото            |
| Ричард Кил          | мистер Ларсон  |
| Кевин Нилон         | Гери Потер     |